# Mummucia variegata
Espèce
Synonymes
- Galeodes variegata Gervais, 1849

Mummucia variegata est une espèce de solifuges de la famille des Mummuciidae.

## Distribution
Cette espèce se rencontre au Chili, en Bolivie et au Pérou.

## Description
Les femelles mesurent de 8 à 10 mm.

## Publication originale
- Gervais, 1849 : Aracnidos. Historia Fisica y Politica de Chile, Zoologia, Claudio Gay and Museo de Historia Naturel de Santiago, Paris & Santiago, vol. 4, p. 5-17.